# كلة بهرام
كلة بهرام هي قرية في مقاطعة نظر أباد، إيران. يقدر عدد سكانها بـ 80 نسمة بحسب إحصاء 2016.